# Black Gold (2006)
Black Gold is een Britse documentairefilm uit 2006 over de Ethiopische koffiehandelaar Tadesse Meskela en zijn strijd om een eerlijke prijs voor de koffiebonen van zijn boeren te verkrijgen.
De film werd gemaakt door Christopher Hird, Marc Francis en Nick Francis.